# Милерсбург (Орегон)
Милерсбург (енгл. Millersburg) град је у америчкој савезној држави Орегон.

## Демографија
По попису из 2010. године број становника је 1.329, што је 678 (104,1%) становника више него 2000. године.
| Група             | 2000.       | 2010.         |
| Белци             | 613 (94,2%) | 1.193 (89,8%) |
| Афроамериканци    | 0 (0,0%)    | 1 (0,1%)      |
| Азијати           | 6 (0,9%)    | 18 (1,4%)     |
| Хиспаноамериканци | 18 (2,8%)   | 88 (6,6%)     |
| Укупно            | 651         | 1.329         |